# Kunsthal Aarhus
 Der er for få eller ingen kildehenvisninger i denne artikel, hvilket er et problem. Du kan hjælpe ved at angive troværdige kilder til de påstande, som fremføres i artiklen.

Kunsthal Aarhus (oprindeligt Århus Kunstbygning) er en anerkendt offentlig kunstinstitution dedikeret til samtidskunst. Kunsthal Aarhus har en todelt ledelse med en chefkurator, Peter Ole Pedersen, og en administrativ leder, Hans Christian Korsholm Nielsen.

## Profil og historie
Kunsthal Aarhus, der ligger i hjertet af Aarhus, blev grundlagt i 1917. Med fokus på samtidskunsten præsenterer Kunsthal Aarhus skiftende udstillinger af både danske og internationale kunstnere i de 1.000 kvadratmeter gallerirum, som er til rådighed. Kunsthallen arbejder med hele spektret fra nye talenter til etablerede kunstnere og har for eksempel tradition for at præsentere Det Jyske Kunstakademis afgangsudstilling.
De seneste år har Kunsthal Aarhus åbnet dørene til soloudstillinger af blandt andre: Maryam Jafri (No Lithium, No Work, 2023), Simon Dybbroe Møller (en) (Hypnic Jerk, 2023), Nathalie Du Pasquier (en) (paintings of things. paintings as objects, 2023), Kirstine Roepstorff (en) (G[r]AIN, 2022), Sammy Baloji (en) (Other Tales, 2020), Sondra Perry (en) (A Terrible Thing, 2019), Sidsel Meineche Hansen (End-user, 2018), Thomas Hirschhorn (en) (Pixel-collage, 2017), Otobong Nkanga (en) (The Encounter That Took A Part of Me, 2017), og Berlinde De Bruyckere (en) (Embalmed, 2017).
Der har også været en række gruppeudstillinger som for eksempel: Minimalism-Maximalism-Mechanissmmm (2022), GO EXTREME (2021), Grave Monuments (2021), Post Institutional Stress Disorder (2018-19), DUMP! Multispecies Making and Unmaking (2015) og Systemics (2013-14).

## Samarbejder
Kunsthal Aarhus bringer kulturelle fællesskaber sammen og engagerer sig i nationale og internationale debatter og tendenser. Herigennem har Kunsthal Aarhus skabt nye rum for kunstnerisk udfoldelse, engageret sig i et bredere publikum, styrket den regionale kunstscene og været med til at skabe debat i både kunstneriske og akademiske sammenhænge. Kunsthal Aarhus spiller således en væsentlig rolle i det danske kulturliv i kraft af sin evne til at etablere samarbejder lokalt, nationalt og internationalt.
Kunsthal Aarhus har etableret internationale partnerskaber ved blandt andet at samarbejde med: Art Sonje Center (Seoul), KW Institute for Contemporary Art (Berlin), BOZAR Center for Fine Arts (Bruxelles) og Castlefield Gallery (Manchester). På landsplan har Kunsthal Aarhus arbejdet med Statens Museum for Kunst (København), Brandts Kunstmuseum (Odense) og Kunsthal Charlottenborg (København). Lokale samarbejder tæller blandt andre Aarhus Universitet, Det Jyske Kunstakademi, Kunstnernes Påskeudstilling, Aarhus Billedkunstcenter, Malt Air, ARoS, Godsbanen og Moesgaard Museum. Derudover samarbejder Kunsthal Aarhus med nationale festivaler som CPH:DOX (København) samt dem, der finder sted i den lokale region.

## Bygningen
Kunsthal Aarhus er liggende i en fredet bygning, der indtil 2012 var kendt som Aarhus Kunstbygning. Bygningen er oprindeligt tegnet i 1916 af arkitekten Axel Høeg-Hansen. Den gennemgik en række arkitektoniske ombygninger i løbet af 1990'erne og 2000'erne og det senere arbejde er udført af C.F. Møller  , som er et af Skandinaviens førende arkitektfirmaer.
I september 2017 kunne Kunsthal Aarhus fejre 100 års jubilæum. Samme år åbnede Kunsthal Aarhus Skulpturpark, som i dag blandt andet udstiller Søren Thilo Funders skulptur Dutch’n’Dutch (What the hell are YOU? What the hell ARE you?), der portrætterer to fiktive versioner af bodybuilder og skuespillerikonet, Arnold Schwarzenegger, der krammer med sig selv.

## Støtte
Kunsthal Aarhus er en selvejende institution, som hvert år indsamler 70% af midlerne til drift og kunstneriske programmer. Det er kun muligt takket være den generøse støtte af offentlige legater fra Aarhus Kommune og Statens Kunstfond samt private legater fra større danske fonde.

## Udstillinger

### 2024
- I am your Body: Chapter 2 - Flesh
- I am your Body: Chapter 1 - Automation
- Rhizome – Network Without Center Point
- Benjamin Asger Krog Møller & Naja Zethner: Afgang 2024: Passage
- Sophia Ioannou Gjerding & Mark Tholander: Ensembles and Monsters
- KP24 & SPRING24
- Nanna Debois Buhl: Picture the Sky
- Raul Walch: Heat Flag (Aarhus)

### 2023
- Diana Policarpo (pt): Nets of Hyphae
- Maryam Jafri: No Lithium, No Work
- Nathalie Du Pasquier (en): paintings of things. paintings as objects
- Simon Dybbroe Møller (en): Hypnic Jerk
- Afgang / Degree Show 2023: Loops
- KP23 & SPRING23
- afgang22
- Caravan: Thinking with Alexandria
- Magnus Pind & Ánitá Beikpour: Det Sidste Åndedrag / Søen - The Last Breath / The Lake

### 2022
- GO EXTREME
- Minimalism-Maximalism-Mechanissmmm
- MUSEUM FOR FREMTIDEN
- Shitamichi Motoyuki: A Ship Went Up That Hill
- Manon de Boer (en): Down Time
- Kirstine Roepstorff (en): G[r]AIN
- afgang22
- KP22 & SPRING22 / KP22-digital
- Plakatmanden

### 2021
- GO EXTREME
- Kunsthal Aarhus BBC
- Little ASJC
- Theodora Allen: Saturnine
- La nudité de lâme
- Berørt
- Afgang 21: Present Tense
- Gravmonumenter
- KP20 & SPRING20 / KP21-digital

### 2020
- Ebony G. Patterson: …for those who come to bear/bare witness...
- Sammy Baloji: Other Tales
- Den Uvidende Lærer
- Sven Augustijnen: Maps of the Middle East (1942 - 1969)
- Excavating Contemporary Archaeology
- LAND
- Afgang 20
- Céline Condorelli: Vært / Host

### 2019
- Hwayeon Nam: Abdomial Routes
- Sondra Perry: A Terrible Thing
- Amalie Smith: Clay Theory
- Vinter i Kunsthal Aarhus
- You Are in My Veins
- Piscine: Leviathan
- Céline Condorelli: Vært / Host
- Helene Nymann: Ars Memoria - Memes for Imagination
- Rikke Luther: Corruption - We Lost Control Again
- Afgang 19 - Coming Out
- Kim Beom (en): Water from Ganges River in the Cup Made with Newspaper from Congo
- KP19 & SPRING19
- Ursula Nistrup: Cosmic Desert

### 2018
- Post Institutional Stress Disorder
- Jos de Gruyter & Harald Thys: KONKURS EKSPERTEN
- Steinar Haga Kristensen: The Work of Art and the Spiritualization of Self-Empowerment
- Action Paint MMXVIII (i samarbejde med Aarhus Festuge)
- Sidsel Meineche Hansen: End-user
- iwillmedievalfutureyou6
- Det Jyske Kunstakademi: Afgang 18 – SES
- KP18 & SPRING18
- Lasse Krog Møller: Ephemera Mundi – Den Oversete Verden

### 2017
- Berlinde De Bruyckere: Embalmed
- Ulla von Brandenburg: It Has A Golden Sun And An Elderly Grey Moon, Part 1 & 2
- Song Dong: Collaborations
- Roman Signer: Installation
- Solkorset: Opløsningstid: En Video af Solkorset
- Lehman Brothers: instatata_Kunsthalaarhus
- Zeno Van Den Broek: Spor Festival 2017: Panauditum
- Det Jyske Kunstakademi: Afgang 17: Some Advances In Sedimentation / The Things That Make Art
- KP17 & SPRING17
- Otobong Nkanga: The Encounter That Took A Part Of Me
- Old News
- Thomas Hirschhorn: Pixel-collage
- Cecilie B. Evans: What the Heart Wants

### 2016
- iwillmedievalfutureyou5
- Piscisine: The Conference
- Watched! Surveillance, Art and Photography
- Olof Olsson: Ulysses Jukebox
- Piscine: En Slags Penge
- Fredrik Værslev: La Constance Du Jardinier

 Der er for få eller ingen kildehenvisninger i denne artikel, hvilket er et problem. Du kan hjælpe ved at angive troværdige kilder til de påstande, som fremføres i artiklen.

1. ↑  Århus Kunstbygning Arkiveret 24. januar 2019 hos  Wayback Machine på arkitekturbilleder.dk